# Classificazione alberghiera in Italia
La classificazione alberghiera in Italia è stata introdotta con regio decreto del 24 maggio 1925, n. 1102 (Approvazione del regolamento per le migliorie igieniche negli alberghi), superato dal regio decreto legge del 18 gennaio 1937, n. 975 (Classificazione degli alberghi e delle pensioni) col quale la classificazione alberghiera veniva resa obbligatoria per tutti i tipi di strutture ricettive, venendo suddivisi in cinque categorie e cioè, gli alberghi dalla prima categoria alla quarta più la categoria lusso; le pensioni in tre categorie mentre le locande in categoria unica. Tale provvedimento è stato successivamente integrato dalla legge 17 maggio 1983, n. 217 (Legge quadro per il turismo e interventi per il potenziamento e la qualificazione dell'offerta turistica) che con l'art. 7 stabilisce che siano le leggi regionali a dettare i criteri per la classificazione delle strutture ricettive introducendo il sistema delle stelle e dalla legge 29 marzo 2001, n. 135 (Riforma della legislazione nazionale del turismo) che ridefiniva le cubature delle stanze. Il tutto infine, pur continuando a lasciare alle regioni la capacità normativa, è stato rivisto con decreto del presidente del Consiglio dei ministri del 21 ottobre 2008, dall'allora sottosegretario di Stato con delega al turismo, Michela Vittoria Brambilla.

## Descrizione
La classificazione alberghiera come operata dall'ISTAT distingue gli esercizi turistici dedicati al settore dell'ospitalità, suddividendoli in strutture ricettive che vanno da 1 a 5 stelle lusso, per ulteriori tipologie si rimanda alle rispettive leggi regionali: 
| Simbologia                                                                | Classificazione     | Descrizione                                                        |
| ------------------------------------------------------------------------- | ------------------- | ------------------------------------------------------------------ |
| {\displaystyle \bigstar }                                                 | una stella          | alberghi di quarta categoria e pensioni di terza categoria         |
| {\displaystyle \bigstar \bigstar }                                        | due stelle          | alberghi di terza categoria e pensioni di seconda categoria        |
| {\displaystyle \bigstar \bigstar \bigstar }                               | tre stelle          | alberghi di seconda categoria e pensioni di prima categoria        |
| {\displaystyle \bigstar \bigstar \bigstar \bigstar }                      | quattro stelle      | alberghi di prima categoria                                        |
| {\displaystyle \bigstar \bigstar \bigstar \bigstar \bigstar }             | cinque stelle       | alberghi di lusso                                                  |
| {\displaystyle \bigstar \bigstar \bigstar \bigstar \bigstar \mathbf {L} } | cinque stelle lusso | alberghi di lusso in possesso di standard di classe internazionale |

### Riferimenti normativi
- Decreto legislativo 23 maggio 2011, n. 79, in materia di "Codice della normativa statale in tema di ordinamento e mercato del turismo" aggiornato.
  - Decreto del presidente del Consiglio dei ministri del 21 ottobre 2008, "Definizione delle tipologie dei servizi forniti dalle imprese turistiche nell'ambito dell'armonizzazione della classificazione alberghiera".
    - Allegato 1 (download PDF), "Prospetto di definizione degli standard minimi nazionali dei servizi e delle dotazioni per la classificazione degli alberghi".